# 2977 Chivilikhin
2977 Chivilikhin (1974 SP) là một tiểu hành tinh vành đai chính được phát hiện ngày 19 tháng 9 năm 1974 bởi Chernykh, L. ở Nauchnyj.